# Korake ti znam
Korake ti znam (с босн. — «Я узнаю твои шаги») — песня боснийской певицы MayaSar, с которой она представляла Боснию и Герцеговину на конкурсе Евровидение 2012, проведенном в Баку, Азербайджан. Существует также итальянская версия «Passi Che Fai» и английская версия «The Steps I Know» данной песни.
Премьера песни «Korake ti znam» состоялась 15 марта 2012 года. По результатам второго полуфинала, который состоялся 24 мая, композиция прошла в финал.
Песня была включена в трек-лист ее дебютного студийного альбома 2013 года «Krive riječi».